# Шарлотина мрежа 2: Вилбурова велика авантура
Шарлотина мрежа 2: Вилбурова велика авантура (енгл. Charlotte's Web 2: Wilbur's Great Adventure) је амерички анимирани филм премијерно приказан 18. марта 2003. године. Филм је наставак Хана и Барберајевог класика Шарлотина мрежа из 1973. године.

## Улоге
| Глумац         | Улога                  |
| -------------- | ---------------------- |
| Џулија Дафи    | Шарлот                 |
| Дејвид Берон   | Вилбур                 |
| Чарли Адлер    | Темплтон и Лерви       |
| Аманда Бајнс   | Нели                   |
| Енди Макафи    | Џој                    |
| Марија Бамфорд | Аранеа                 |
| Харисон Чад    | јање Кардиган          |
| Роб Полсен     | лисица Фарли           |
| Деби Дерибери  | Ферн Арабл             |
| Лараијне Њуман | Гуска Гвен             |
| Даун Луис      | Беси                   |
| Бренда Вакаро  | гђа Хирсч              |
| Џери Хошер     | гдин Закерман          |
| Валерy Папас   | Кокошка                |
| Ника Футерман  | Беба штакор            |
| Бриџет Сијена  | Фло                    |
| Боби Блок      | Умишљено јање          |
| Ешли Еднер     | Насилничко јање        |
| Пет Фралеи     | магарац                |
| Френк Велкер   | Посебни вокални ефекти |